# Santiago de Puringla
Santiago de Puringla è un comune dell'Honduras facente parte del dipartimento di La Paz.
Il comune venne istituito nel 1859 con la denominazione "Puringla", modificata nell'attuale il 15 settembre 1921.